# Rockmanticollection
Rockmaticollection è una raccolta di Alberto Camerini del 1998.

## Tracce
1. Sintonizzati con me
2. Ska-tenati
3. Serenella
4. Rock 'n' roll robot
5. Non devi piangere
6. Bip bip rock
7. Miele
8. Il ristorante di ricciolina
9. Tanz bambolina
10. Maccheroni elettronici
11. Arlecchino educato dall'amore
12. Telex
13. La bottega del caffè
14. Monnalisa
15. Angelo in blue jeans
16. Bettina